# 雷福茹什-迪里巴迪阿维
雷福茹什-迪里巴迪阿维是葡萄牙波尔图区的一个堂区。总面积5.54平方公里，总人口1106人，人口密度199.6人/平方公里。